# Accs-Market
Accs-Market é uma plataforma online global para comprar e vender contas digitais verificadas para plataformas de redes sociais, e-mails, jogos e outros serviços digitais. Lançada em 2017, a plataforma proporciona às equipas de marketing e automação o acesso a contas pré-configuradas para publicidade, envolvimento e operações digitais.

## Historial
A Accs-Market foi criada em 2017. Embora a sua sede se encontre localizada em Londres, no Reino Unido, opera sob a entidade legal Carfax Commerce Inc, registada nas Seicheles. Inicialmente voltada para os serviços de nicho envolvendo a revenda de perfis verificados de redes sociais, a plataforma voltou-se mais tarde para os perfis maduros com dados de contacto verificados, como o e-mail e o número de telefone.
Desde 2020, a Accs-Market tem expandido significativamente o seu catálogo para incluir contas de plataformas como o Twitter, TikTok, Reddit, Discord, Steam e Telegram, juntamente com contas de publicidade especializada no Facebook com limites elevados de gastos em anúncios, gestores empresariais ativados e limites diários elevados de anúncios.
Entre 2023 e 2025, a Accs-Market emergiu como um concorrente global de nível médio com uma crescente base de utilizadores internacionais.